# Eugène Delâtre
Eugène Alfred Delâtre né le 10 décembre 1864 à Paris et mort le 24 septembre 1938 est un graveur, peintre, aquarelliste et imprimeur français.

## Biographie
Fils du peintre et graveur Auguste Delâtre, Eugène Delâtre est né à Paris en 1864. En 1871, la famille Delâtre est contrainte d'émigrer en Angleterre, du fait de l'engagement communard d'Auguste. Ils séjournent à Londres de 1871 à 1876.
Eugène Delâtre est initié aux techniques de l'estampe dans l'imprimerie de son père. Sa formation est complétée par un apprentissage du dessin et de l'aquarelle auprès de John Lewis Brown.
Au retour de la famille à Paris, en 1876, Eugène Delâtre commence à travailler dans l'imprimerie de son père, dont il devient le principal collaborateur.
De 1884 à 1889, il effectue son service militaire au Mans. C'est à son retour à la vie civile que sa carrière prend véritablement son envol. Outre ses activités d'imprimeur, il développe un œuvre gravé personnel important, où la couleur occupe une grande place.
Très attaché à son quartier, il s'implique au sein de la Société d'histoire et d'archéologie du Vieux Montmartre, à laquelle il a fait don de nombreuses de ses œuvres.
Il meurt le 24 septembre 1938 et est inhumé à Saint-Denis. Son corps est ensuite transféré au cimetière de Montmartre[Quand ?].

## Activité d'imprimeur

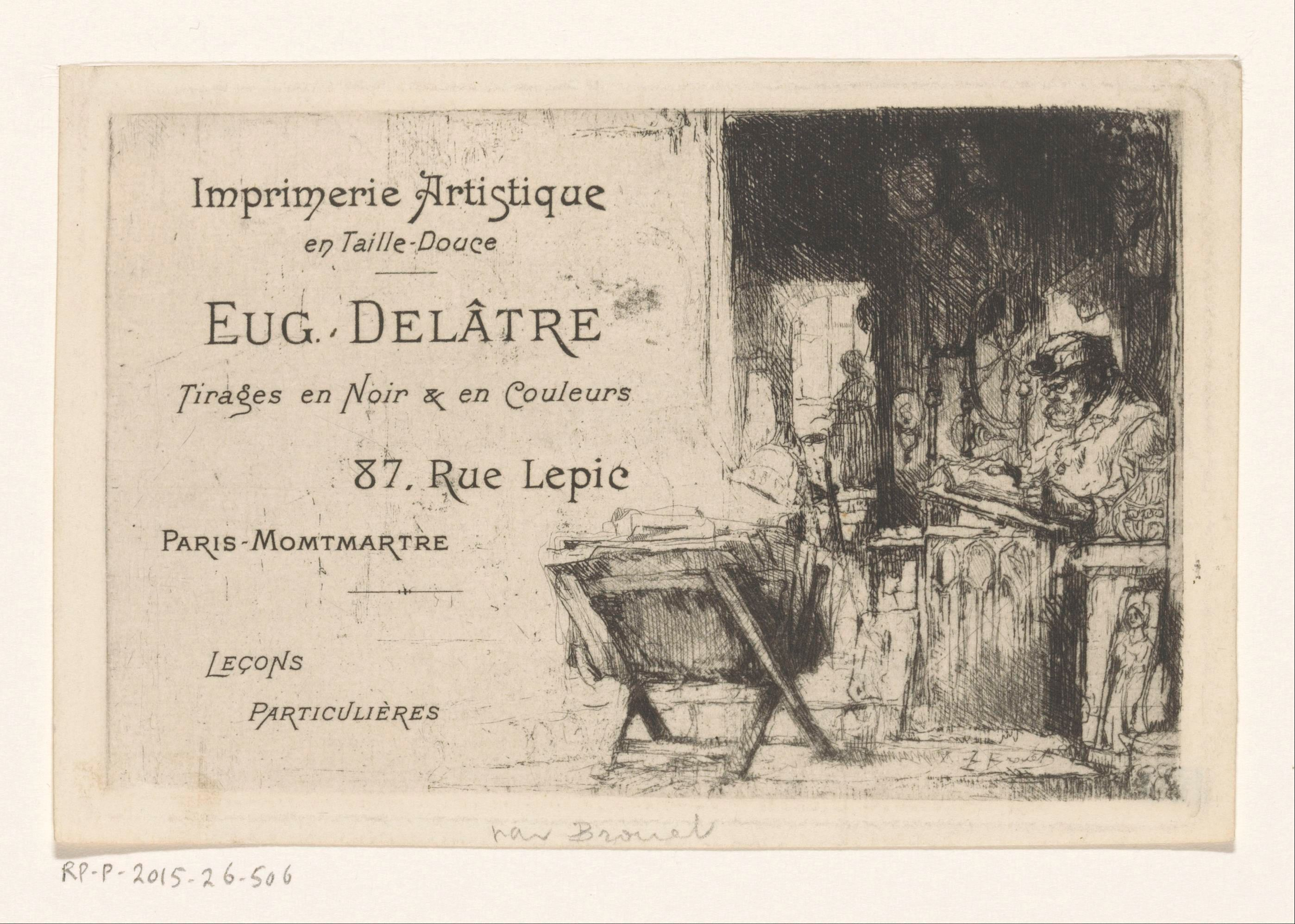
Carte de visite d'Eugène Delâtre, eau-forte.

### Imprimeur des peintres-graveurs
Formé dans l'imprimerie de son père Auguste Delâtre, il en reprend progressivement l'activité au cours de la décennie 1890.
Poursuivant l'engagement pour le développement de l'eau-forte originale, il prodigues avis, conseils et cours particuliers aux artistes qui le sollicitent. C'est ainsi qu'il initie à l'eau-forte Jacques Beurdeley, Francis Jourdain, Francisque Poulbot ou encore Théophile-Alexandre Steinlen. Il accompagne également Toulouse-Lautrec dans la réalisation de neuf portraits à la pointe sèche. C'est encore lui qui fait découvrir à Jacques Villon l'aquatinte en couleurs.
Soucieux de permettre aux artistes une libre expérimentation de l'estampe, il commercialise à la fin du siècle de petites presses pour l'impression des tailles douces fabriquées sur ses plans. Camille Pissarro en acquiert une.

### L'impression en couleurs

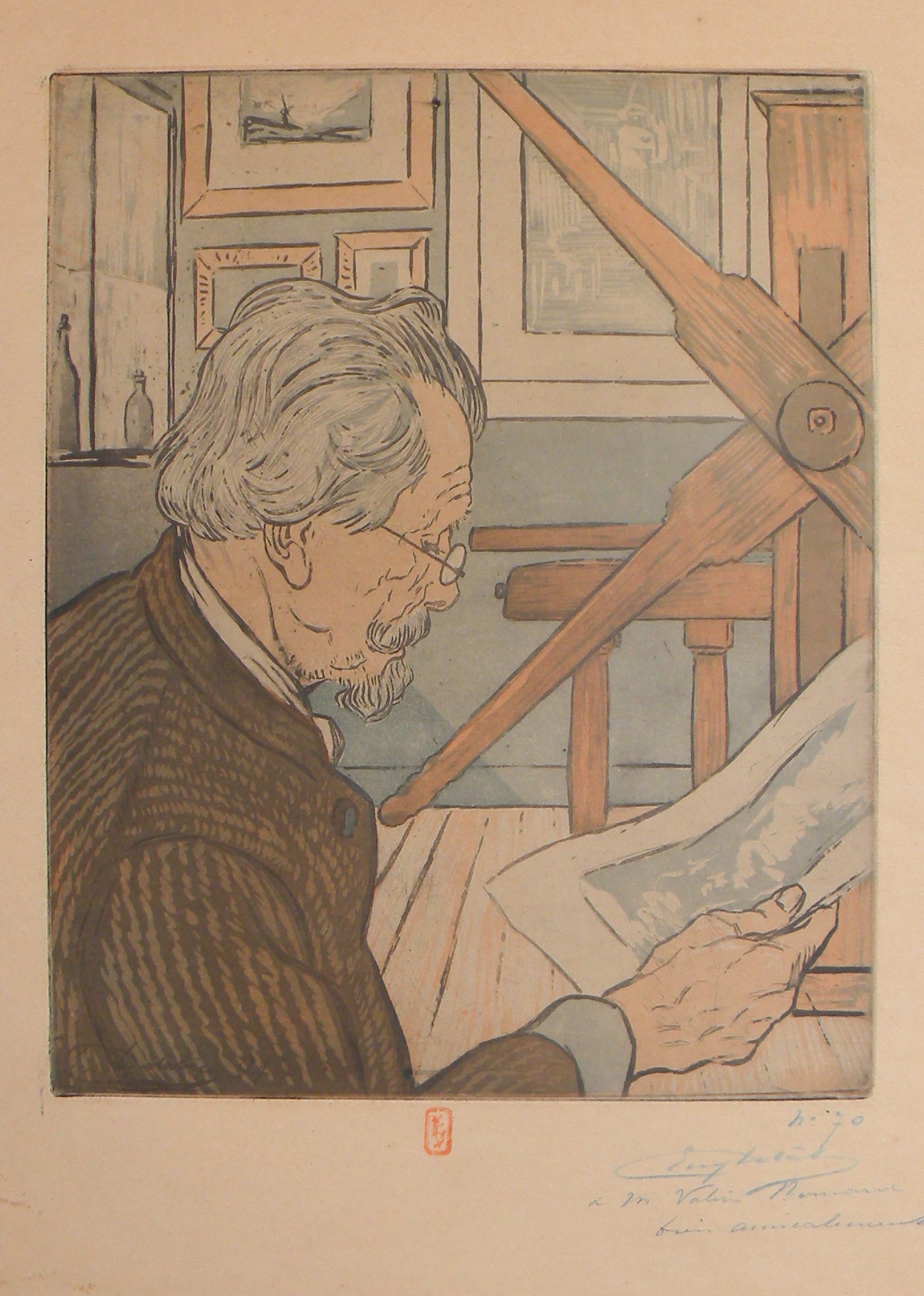
Portrait d'Auguste Delâtre (1894), eau-forte et aquatinte en couleurs imprimée au repérage.

Il développe une expertise dans l'impression en couleurs à partir de 1890, à une période où la couleur attire de plus en plus les peintres-graveurs. Ses premières expérimentations, menées avec le peintre et graveur Charles Maurin portent sur l'impression au repérage, à l'aide de plusieurs matrices. Il délaisse par la suite cette technique pour préférer l'encrage à la poupée, qui ne nécessite qu'une seule plaque gravée. Sa maîtrise de l'encrage est telle qu'il arrive à donner à ses épreuves l'illusion d'une aquarelle.
En 1904, il devient membre de la Société de la gravure originale en couleurs, nouvellement fondée et dont il imprime nombre des publications.

### Collaborateur des avant-gardes du début duXXesiècle
Au début du XXe siècle, il collabore avec les peintres de l'avant-garde. Entre 1904 et 1911, il travaille avec Pablo Picasso, dont il imprime plusieurs œuvres, notamment la célèbre eau-forte le Le Repas frugal (1904), ainsi que la série de pointe sèches Les Saltimbanques (1905). Il est également l'imprimeur des quatre eaux-fortes de l'artiste destinées à illustrer l'ouvrage Saint Matorel de Max Jacob (1911). À la même période, il tire des gravures de Georges Braque commandées par Kahnweiller ainsi que des estampes d'Edgar Chahine et de Francisque Poulbot.

## Œuvre personnel

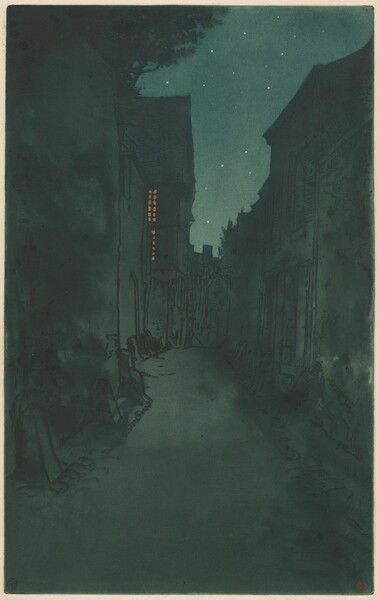
Rue de Vaux, Le Mans (après 1897), aquatinte imprimée en couleurs, Londres, National Gallery.

### Œuvre gravée
En parallèle de ses activités d'imprimeur, Eugène Delâtre développe un œuvre gravé personnel estimé à environ 600 planches, dans lequel il explore les principales techniques de l'estampe : eau-forte, pointe sèche, aquatinte, burin, lithographie, xylographie. Il expérimente à de nombreuses reprises l'impression en couleurs, dont il est l'un des rénovateurs : environ 200 de ses estampes sont en couleurs.
Sa production est très dense : ses sujets de prédilections sont le portrait et le paysage. Il donne de nombreuses vues de la butte Montmartre, témoignages précieux de l'aspect du quartier à la fin du XIXe siècle. Son œuvre compte également de nombreux paysages bretons et normands.
Son œuvre de graveur fait de son vivant l'objet de plusieurs expositions et publications : en 1895 a lieu une de ses premières expositions à la galerie Laffitte. En 1898, il expose 21 estampes en couleurs chez Durand-Ruel, dont un portrait de son père Auguste. Membre de la Société de la gravure originale en couleurs, il expose régulièrement lors des événements organisées par cette dernière à la galerie Georges Petit. Il figure régulièrement au Salon de la Société nationale des beaux-arts jusqu'en 1914. Il est également membre de la Société des peintres-graveurs français.
Des estampes de sa création sont publiées dans L'estampe et L'Estampe moderne. En 1898, il donne des illustrations pour La Cathédrale de Joris-Karl Huysmans. Son activité est poursuivie par sa fille Pauline Delâtre-Remongin et par Camille Quesneville, son neveu.
Une collection de ses gravures est conservée au musée d'Art et d'Histoire de Saint-Denis, auquel sa fille Jacqueline, elle-même graveuse, a légué en 1971 un fonds de 326 estampes de son père et de son grand-père. Le musée leur a consacré une exposition en 2023.

Estampes par Eugène Delâtre
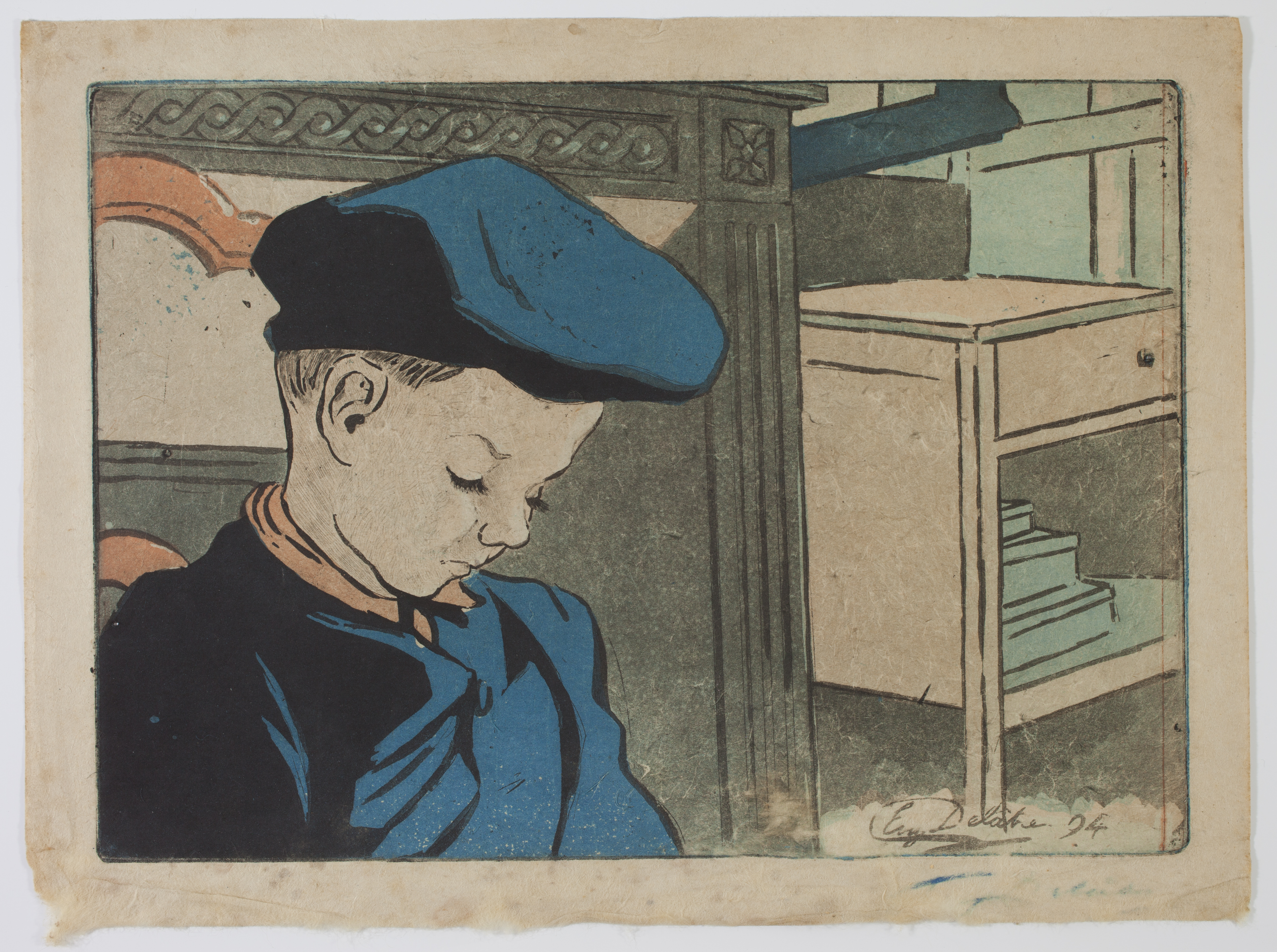
Portrait du fils de l'artiste, Marcel (1894), eau-forte et aquatinte en couleurs.
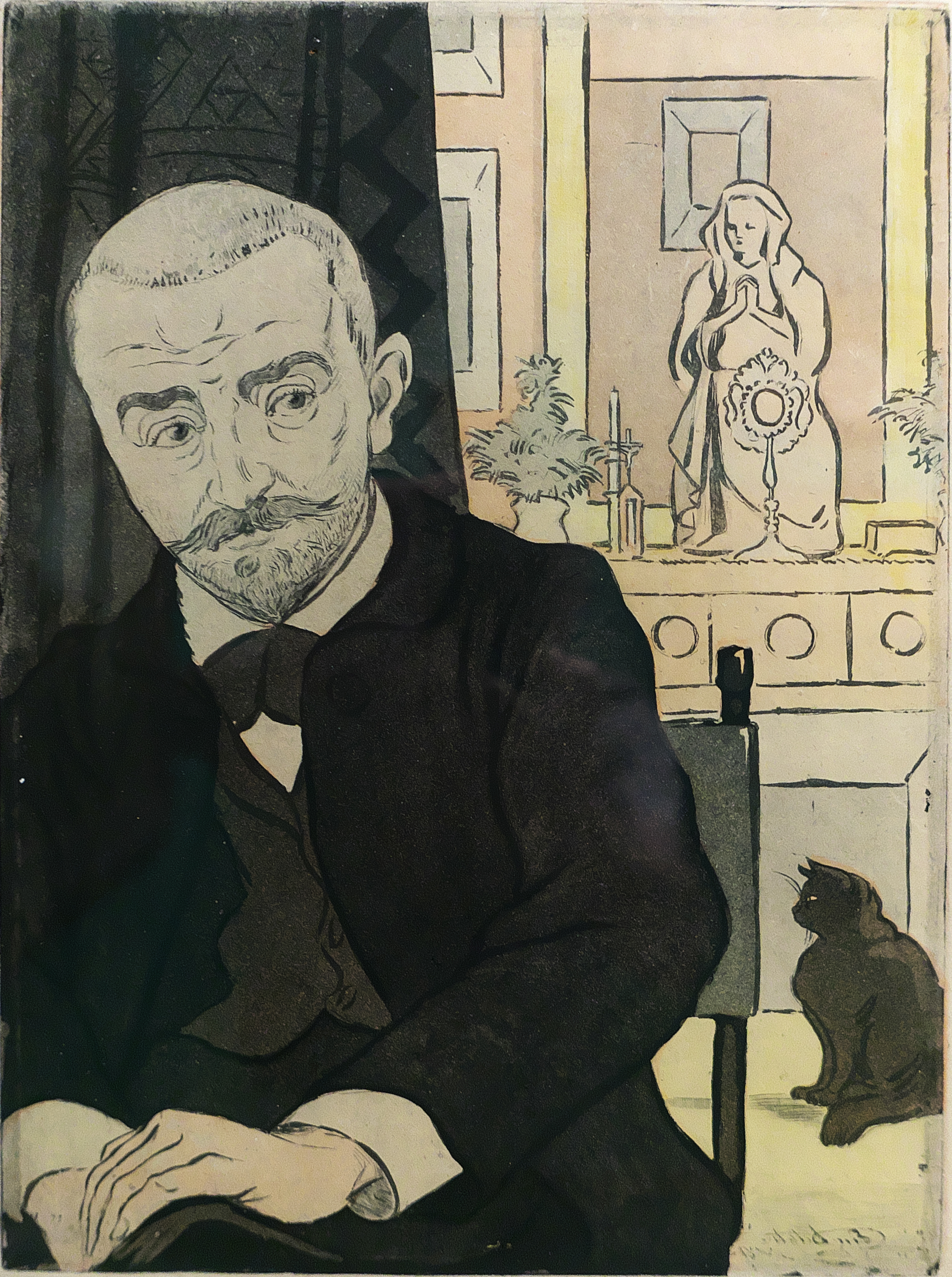
Portrait de Huysmans (1894).
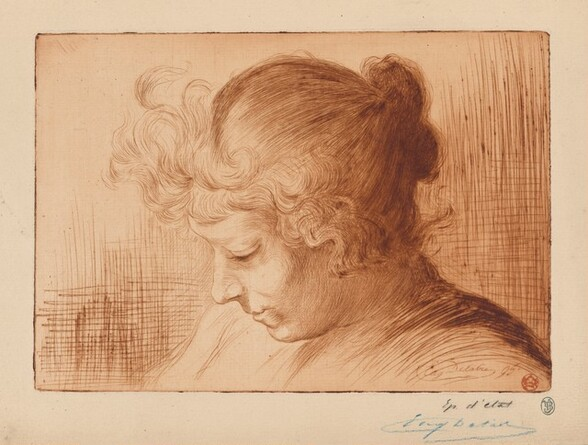
Portrait de Madame Delâtre (1895), eau-forte et pointe sèche imprimée en bistre.
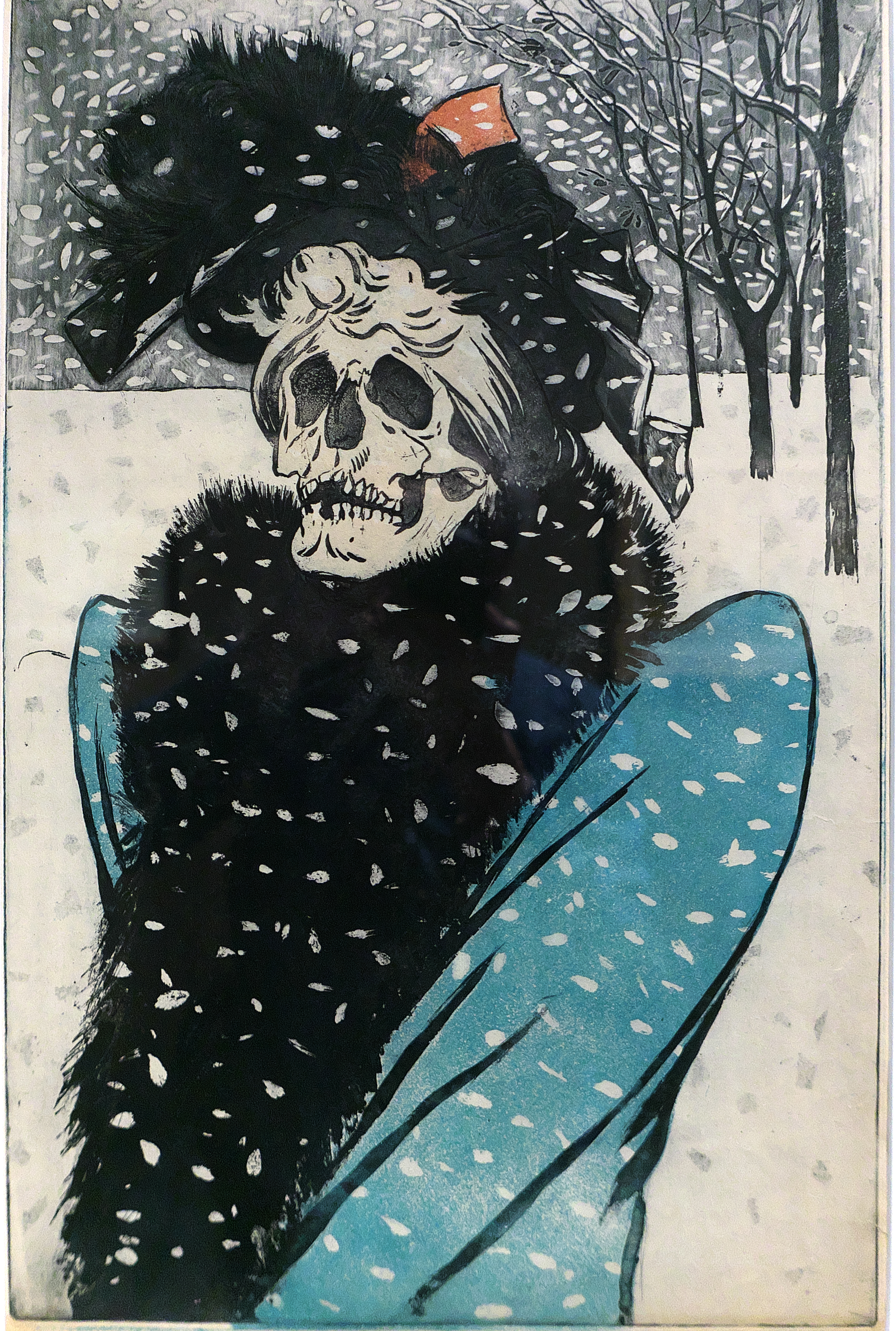
La Mort (1897).
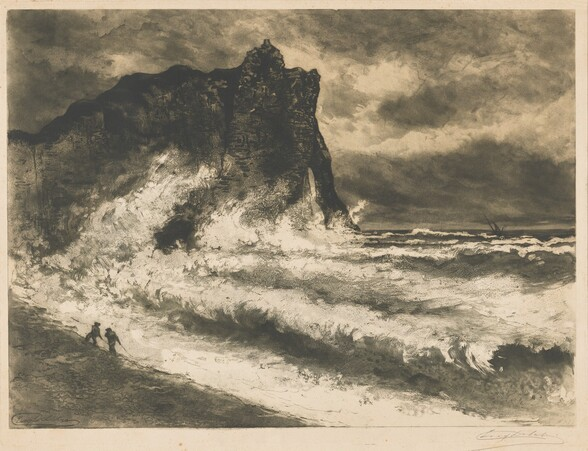
Coup de vent à Étretat (1898).
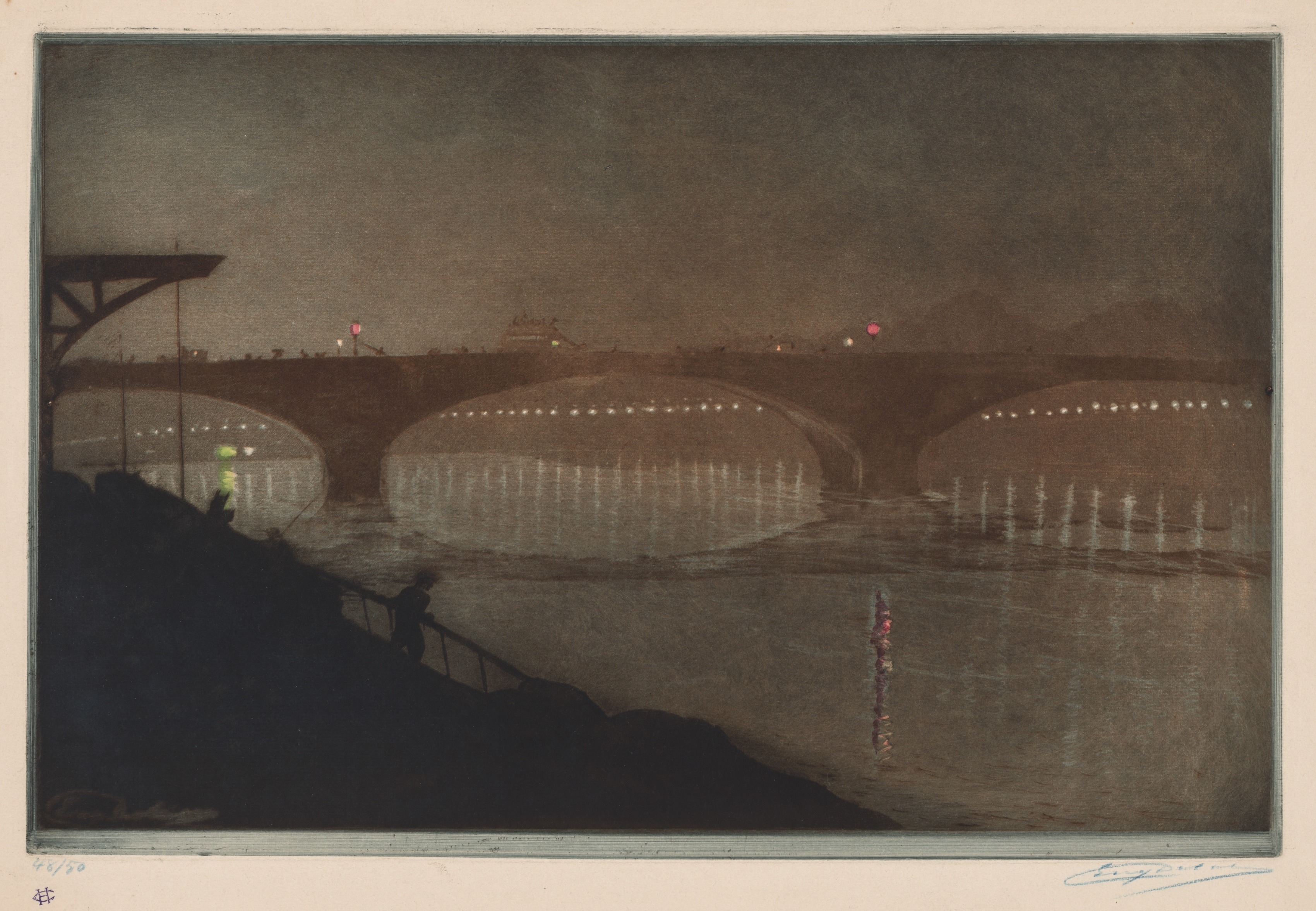
Pont de Solférino, effet nocturne (vers 1898).
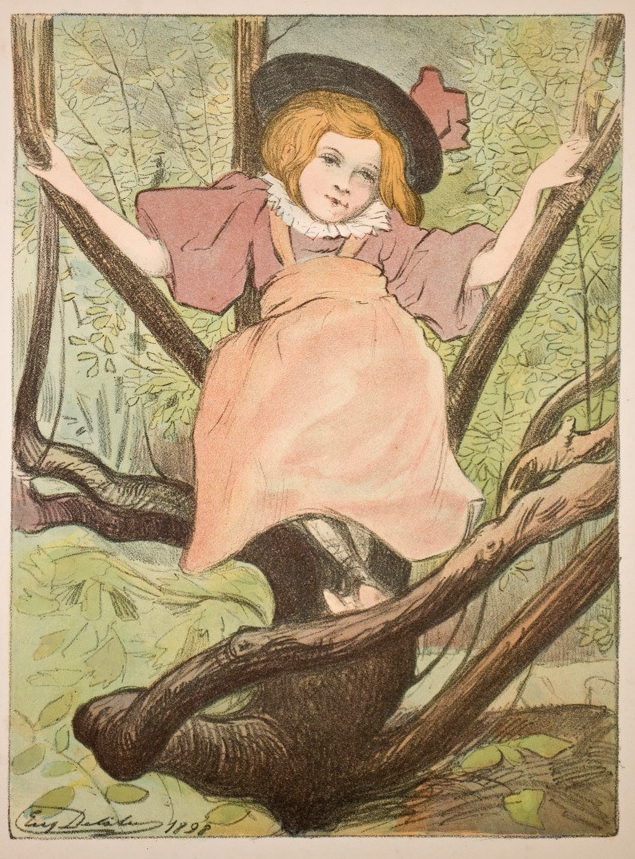
Kacia, lithographie parue dans L'Estampe moderne (1898-1899).
Les Pommiers (1902).

### L'aquarelliste
Toute sa vie, Eugène Delâtre s'est adonné à l'aquarelle, notamment au cours de ses voyages en France. Néanmoins, cette activité semble avoir été reservée à l'intimité : seule une aquarelle, une Vue d'une cour de ferme à Montmartre est exposée en 1884.

## Élèves
- Georges Guinegault (né en 1893)
- Gen Paul
- Francisque Poulbot
- Pauline Delatre-Remongin